# Сомалі (регіон)
Сомалі (амх. ሶማሌ ክልል, сом. Soomaali Galbeed, Ogadenia) — регіон на південному сході Ефіопії. Адміністративний центр — місто Джиджига.

## Історія
До 1992 року адміністративним центром регіону було місто Кебра-Дахер, однак столиця була перенесена до Годе. 1994 року з політичних та стратегічних міркувань вона знову була перенесена до Джиджиги.
Наприкінці 2005 року внаслідок повені загинуло близько 100 осіб, а також 100 000 місцевих жителів постраждали. Повінь також знищила житло для 25 000 сомалійських біженців у Кенії.

## Географія
Межує з державою Сомалі на південному та північному сході, з Кенією — на південному заході, з ефіопськими регіонами Оромія, Афар та Дире-Дауа — на заході. Регіон займає значну частину території історичного регіону Огаден, де до 1995 року розташовувалася провінція Харерге.

## Населення
За даними перепису 2007 населення регіону становить 4 445 219 осіб, з них 2 472 490 чоловіків і 1 972 729 жінок. Середня густота населення — 15,9 чол/км². У регіоні налічується 685 986 окремих господарств, таким чином, у середньому припадає 6,8 осіб на одне господарство (6 — у міських районах і 6,5 — у сільських). Етнічний склад: сомалійці (97,2%), оромо (0,46%), амхарці (0,66%), гураге (0,12%). Найбільш поширена мова — сомалійська, вона є рідною для 96,82% населення. 0,51% населення назвали рідною мову оромо, 0,92% — амхарську. Мусульмани складають 98,4%; православні християни — 0,6%; представники інших релігій — близько 1%.
На території регіону розташовувалися 8 таборів для біженців і 1 транзитний центр, у яких перебували 212 967 біженців з Сомалі.
За даними минулого перепису 1994 населення регіону налічувало 3 439 860 осіб, з них 1 875 996 чоловіків і 1 563 864 жінки. Чисельність міського населення становила 492 710 осіб. Етнічний склад населення на той період був наступним: сомалійці (96.23%); оромо (2.25%); амхара (0.69%) і гураге (0.14%). 95,9% населення вважали рідною мовою сомалійську; 2,24% — оромо і 0,92% — амхарська. 98,7% населення сповідували іслам; 0,9% — православ'я і 0,3% — інші релігії.
За даними CSA на 2004 рік лише 38,98% населення мають доступ до чистої питної води (21,32% у сільській місцевості та 77,21% у містах). Якість життя у регіоні залишається вкрай низькою. Рівень грамотності становить всього 22% для чоловіків і 9,8% для жінок. Дитяча смертність становить 57 на 1000 народжених, що втім нижче середнього по країні показника 77 на 1000 народжених. Більше половини цих смертей стаються у перший місяць життя немовляти.

## Адміністративний поділ
Адміністративно регіон Сомалі ділиться на 9 зон, а ті у свою чергу поділяються на 67 воред. Точна кількість воред невідома, оскільки у документах CSA за 2005 і 2007 роки їх число та назви розрізняються. Нижче наведено список зон регіону.
- Афдер (Afder)
- Дегех-Бур (Degehabur)
- Фік (Fiq)
- Годе (Gode)
- Джиджига (Jijiga)
- Корахе (Korahe)
- Лібен (Liben)
- Шиніл (Shinile)
- Вордер (Werder)